# Bilma
Bilma je město na severovýchodě Nigeru, má čtyři tisíce obyvatel. Je známé svými zahradami, produkcí soli pomocí odpařovacích jezírek a pěstováním datlí. Jde o hlavní město stejnojmenného departementu.

## Dějiny
Ve 12. století se ve městě narodil básník Abu Ishaq Ibrahim al-Kanemi.
V roce 1989 se poblíž města zřítil let UTA 772.